# Glypta variegata
Glypta variegata là một loài tò vò trong họ Ichneumonidae.